# Parco Colletta
Il Parco Colletta (erroneamente anche noto come Parco della Colletta, denominazione impropria riportata persino su parte della segnaletica comunale) è un parco della città di Torino, di 448.000 m². È parte, assieme al parco dell'Arrivore, dell'area attrezzata Arrivore e Colletta, di 208 ha, area che a sua volta è una porzione del parco fluviale del Po tratto torinese.
Fa parte del quartiere Vanchiglietta e si estende a nord verso la Barriera di Milano.

## Storia
I Savoia nel XVII secolo progettarono un grande parco di caccia vicino alla città di Torino, tra la confluenza della Dora Riparia e della Stura di Lanzo con il fiume Po.
Il parco ottenne la denominazione di "Regio parco", ma l'assedio di Torino del 1706 lo rovinò completamente.
Nel XVIII secolo i Savoia fecero costruire nella zona un grande fabbrica per la lavorazione del tabacco, nota come Manifattura Tabacchi, attiva sino al 1996.

## Il parco oggi
Il parco attuale è stato realizzato alla fine degli anni ottanta, recuperando una vasta area abbandonata e molto degradata.
Prende il nome dal Lungodora che lo attraversa, intitolato a Pietro Colletta, generale, uomo politico e storico.
La sua opera più conosciuta è la Storia del reame di Napoli dal 1734 al 1825, pubblicata postuma nel 1834.
Il parco oggi copre la zona lungo il corso occidentale del fiume Po tra la confluenza della Dora Riparia, a sud, e della Stura di Lanzo, a nord, dove inoltre confina con il Parco della Confluenza.
È a cavallo del quartiere Regio Parco e prossimo a Barriera di Milano, nella parte settentrionale al confine col parco dell'Arrivore.
È collegato alla Vanchiglietta da una passerella ciclopedonale, costruita nel 1986, in prossimità dell'intersezione tra Lungodora Voghera e Corso Cadore.
All'interno del parco vi è la cascina Airale, attualmente in stato di grave abbandono, molto antica e già citata in documenti del sedicesimo secolo, attiva sino al 1982 .
In tutta la zona fluviale è rigogliosa l'avifauna.
Molto apprezzato e frequentato è il percorso ciclabile che attraversa tutto il parco, proseguendo verso Bertolla e successivamente San Mauro Torinese su un lato e verso i Lungo Dora sull'altro.
Il parco è compreso nel percorso storico della Via Francigena, nel tratto da Torino verso San Mauro Torinese e Chivasso, con le indicazioni apposite lungo il percorso ciclopedonale.

## Galleria d'immagini

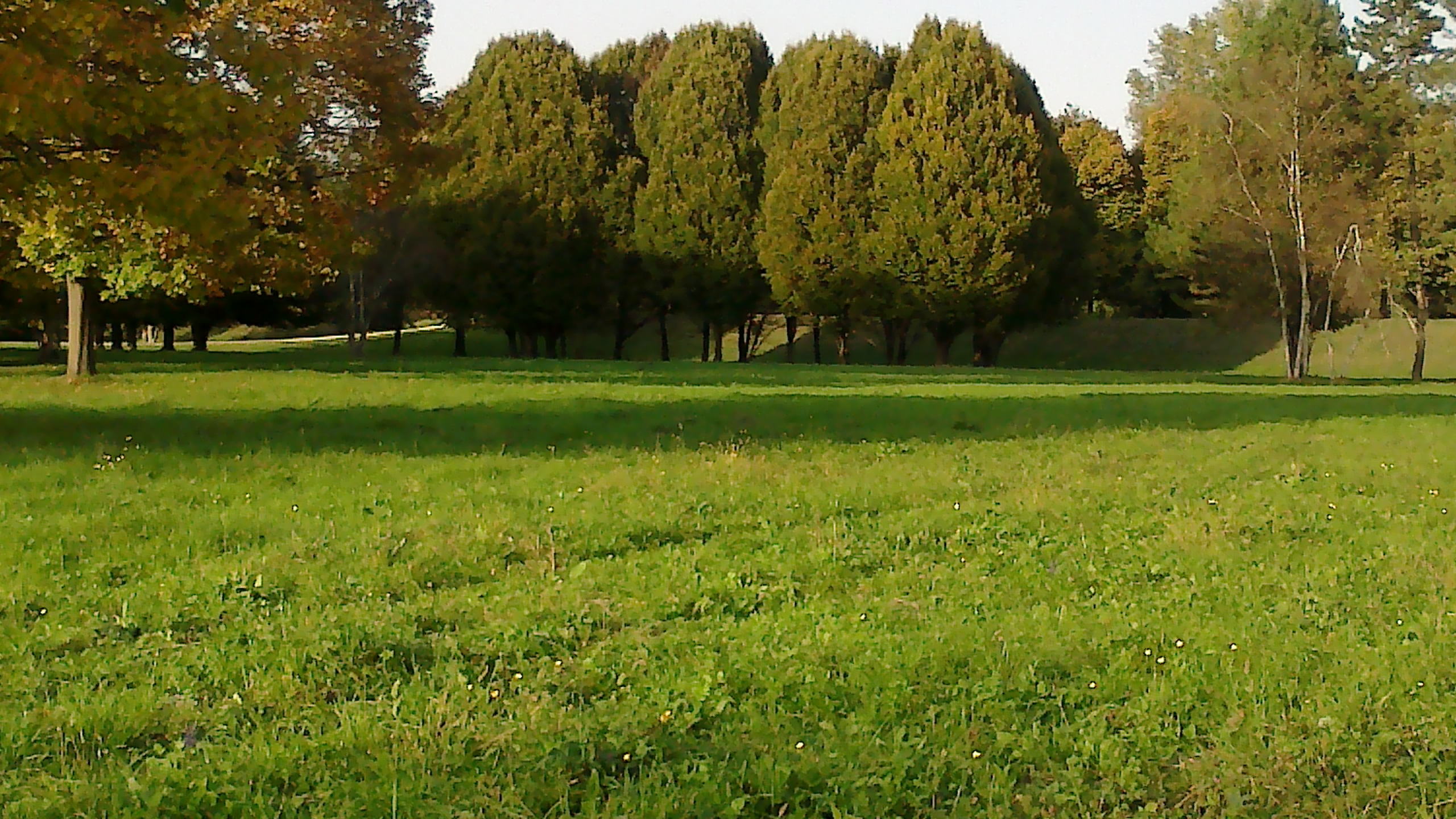
Insieme di alberi visti dal prato
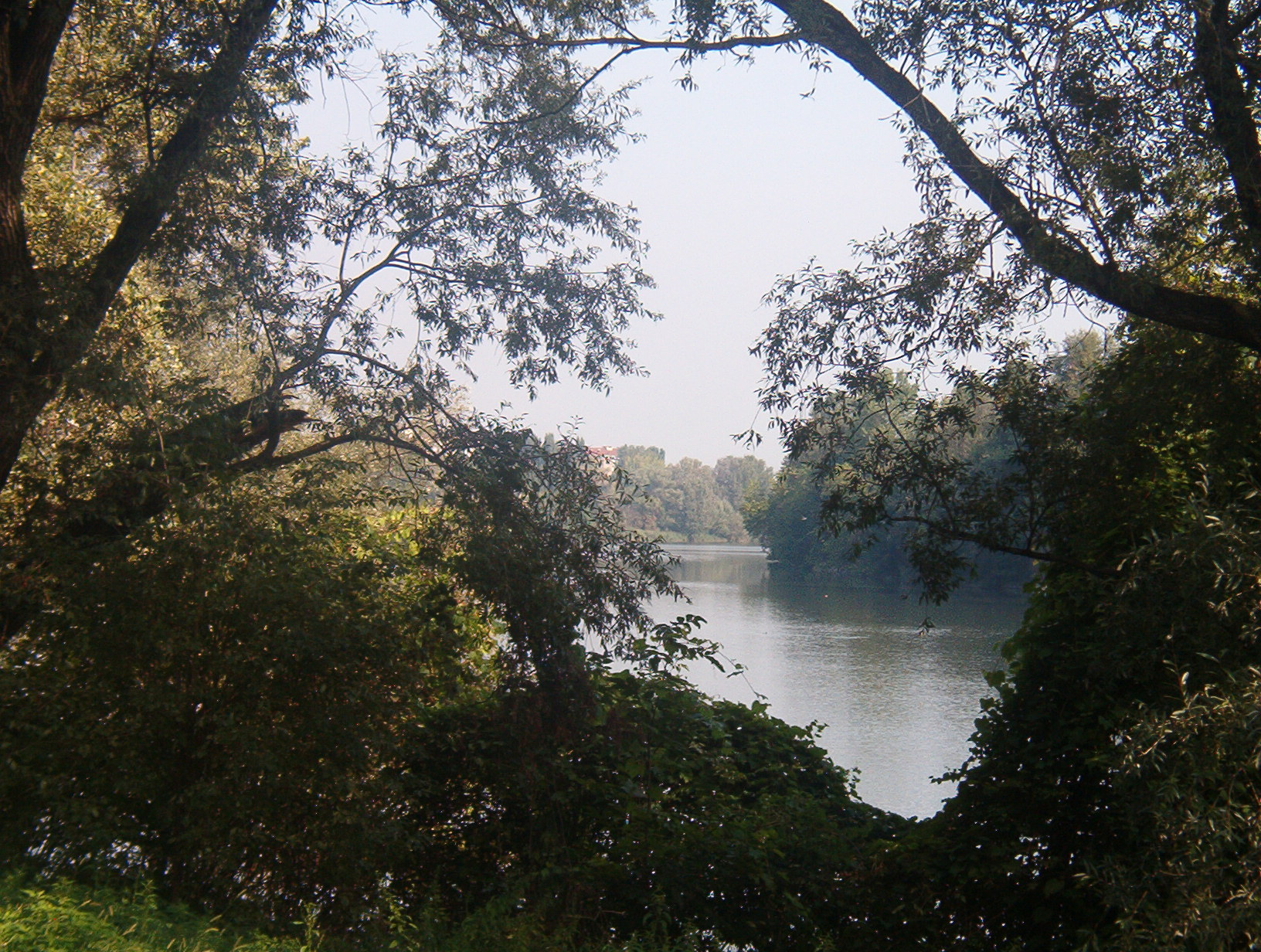
Il fiume Po visto dal parco
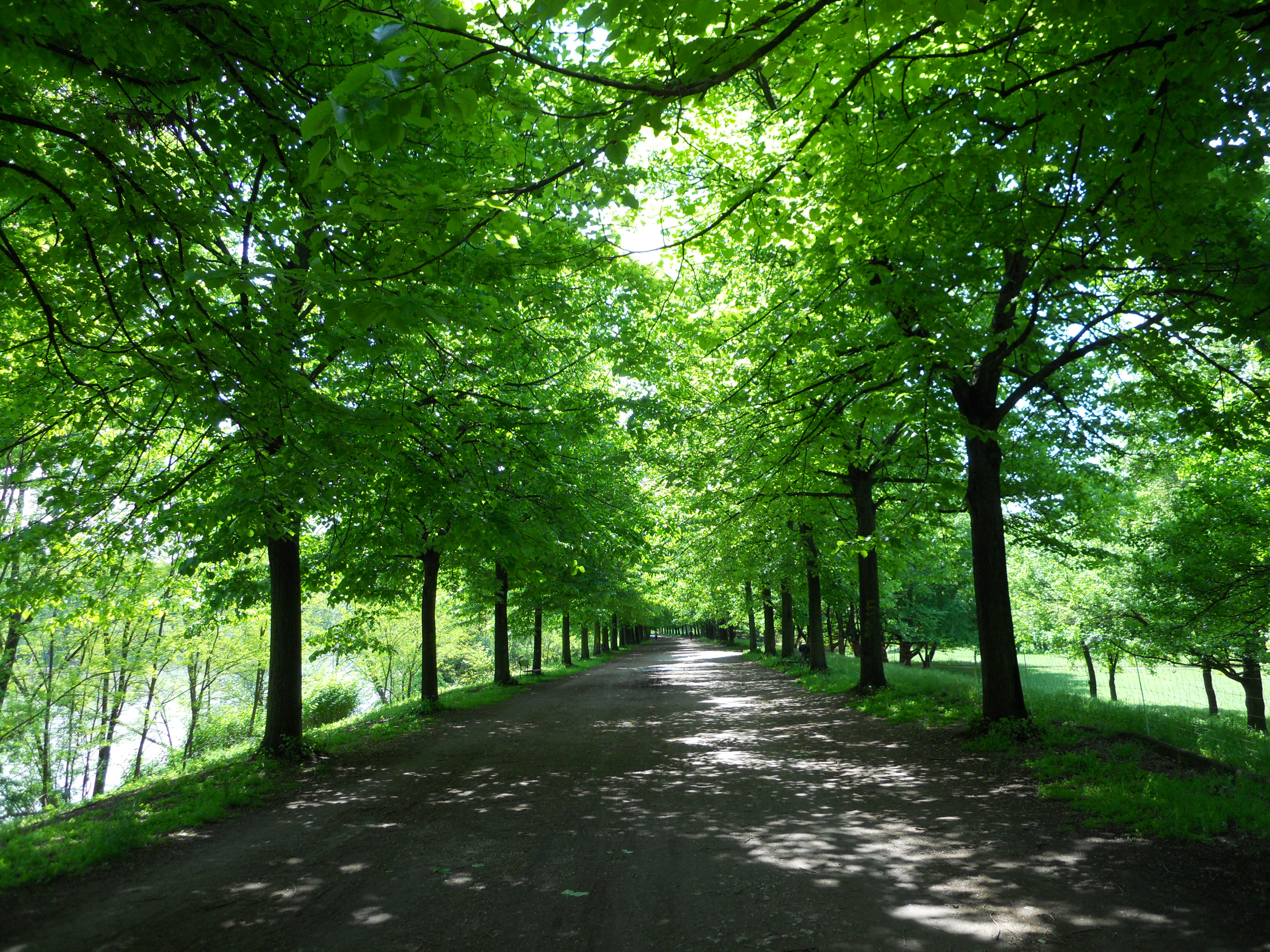
La pista ciclabile del parco Colletta
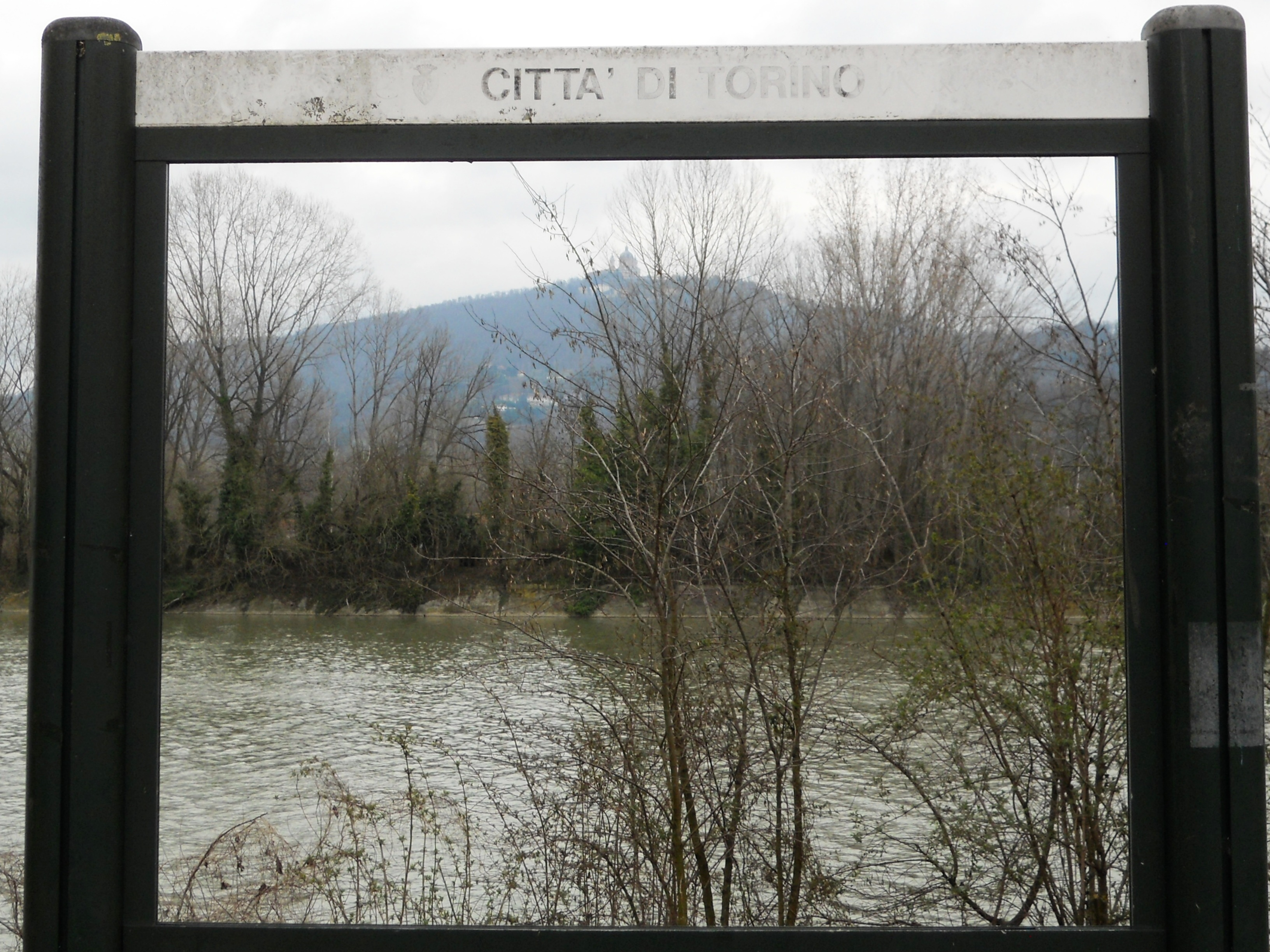
Veduta della basilica di Superga dal parco Colletta
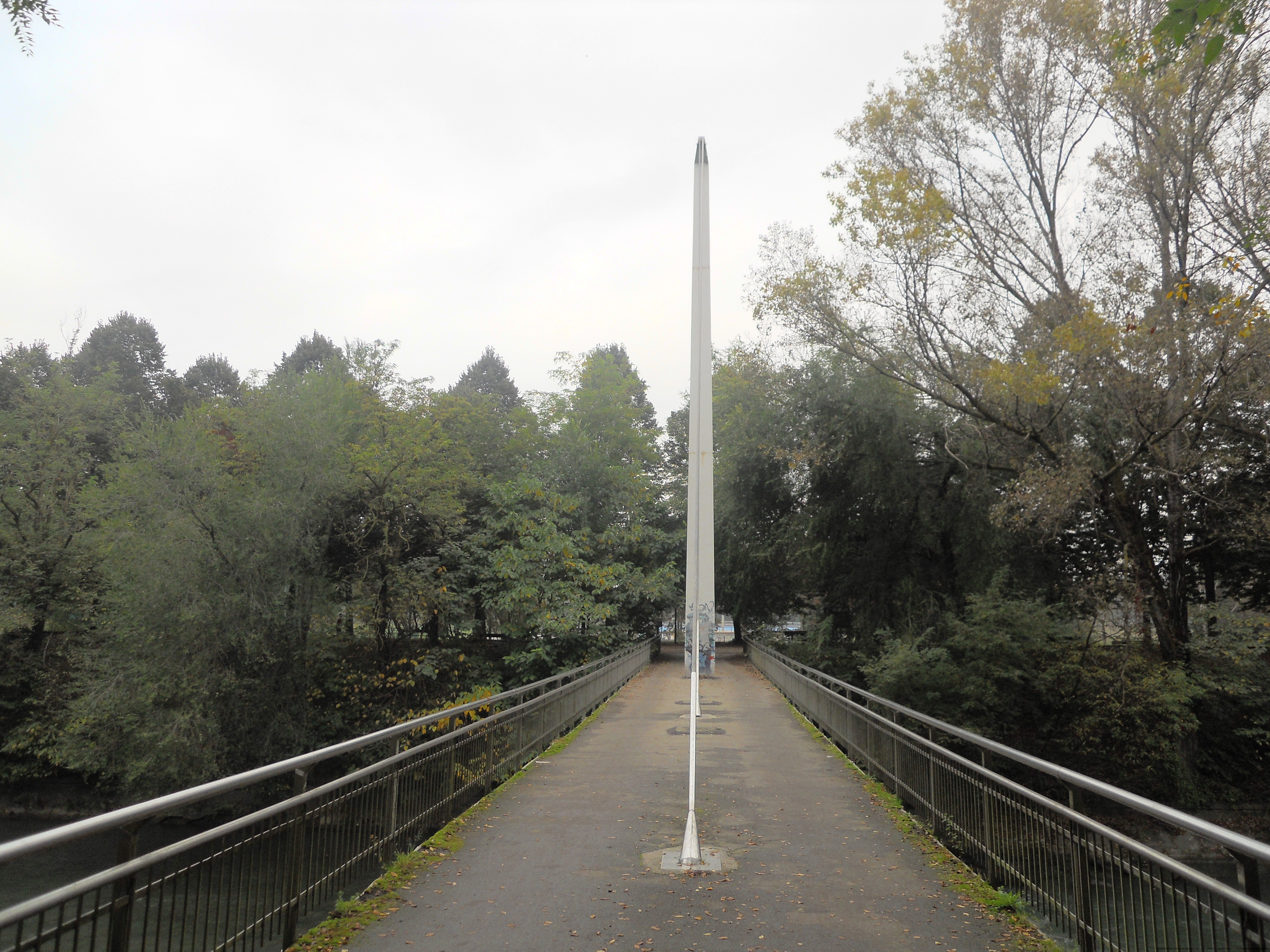
Passerella pedonale sul fiume Dora
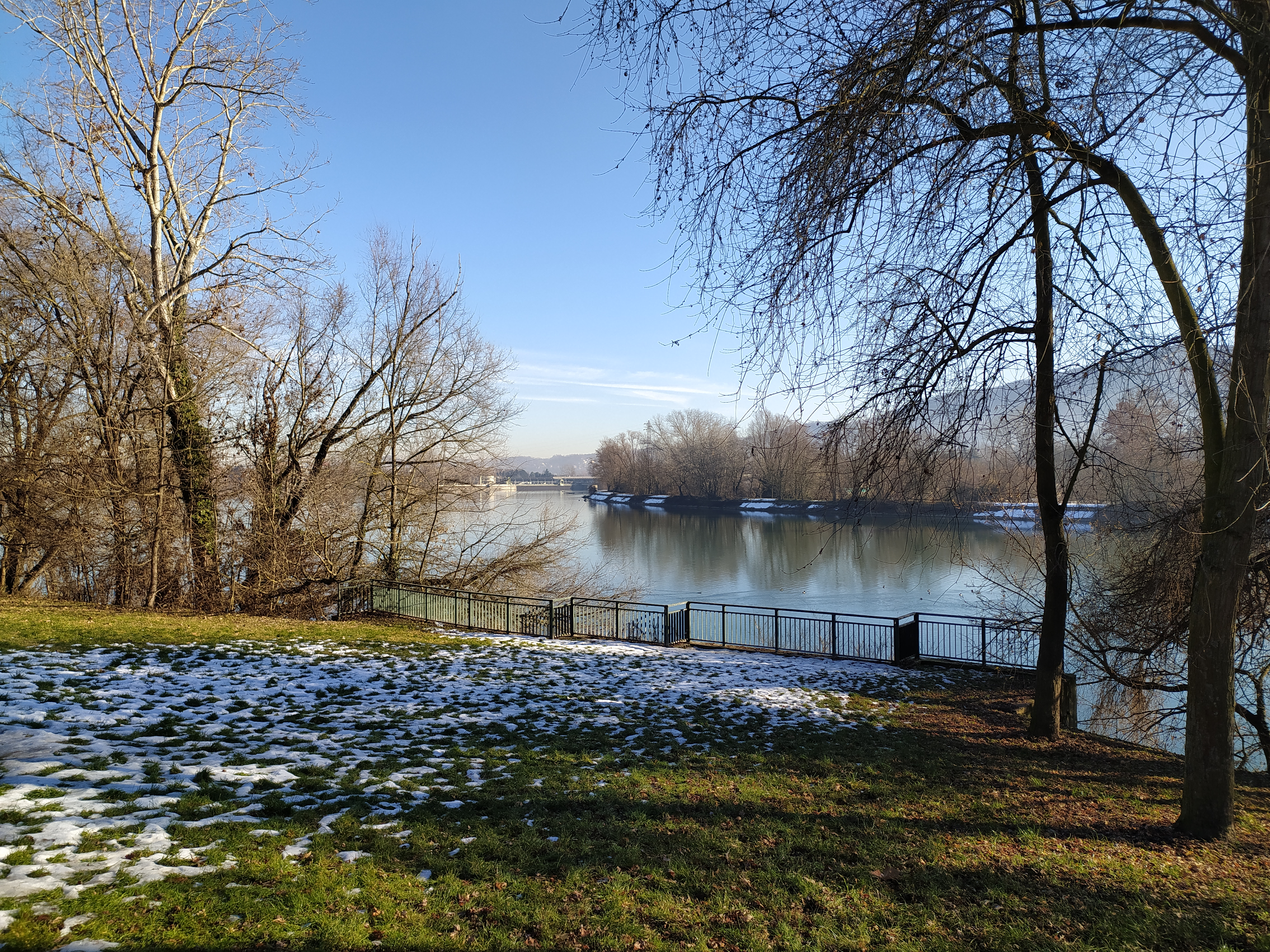
Veduta confluenza tra il Po e la Stura da un belvedere del Parco
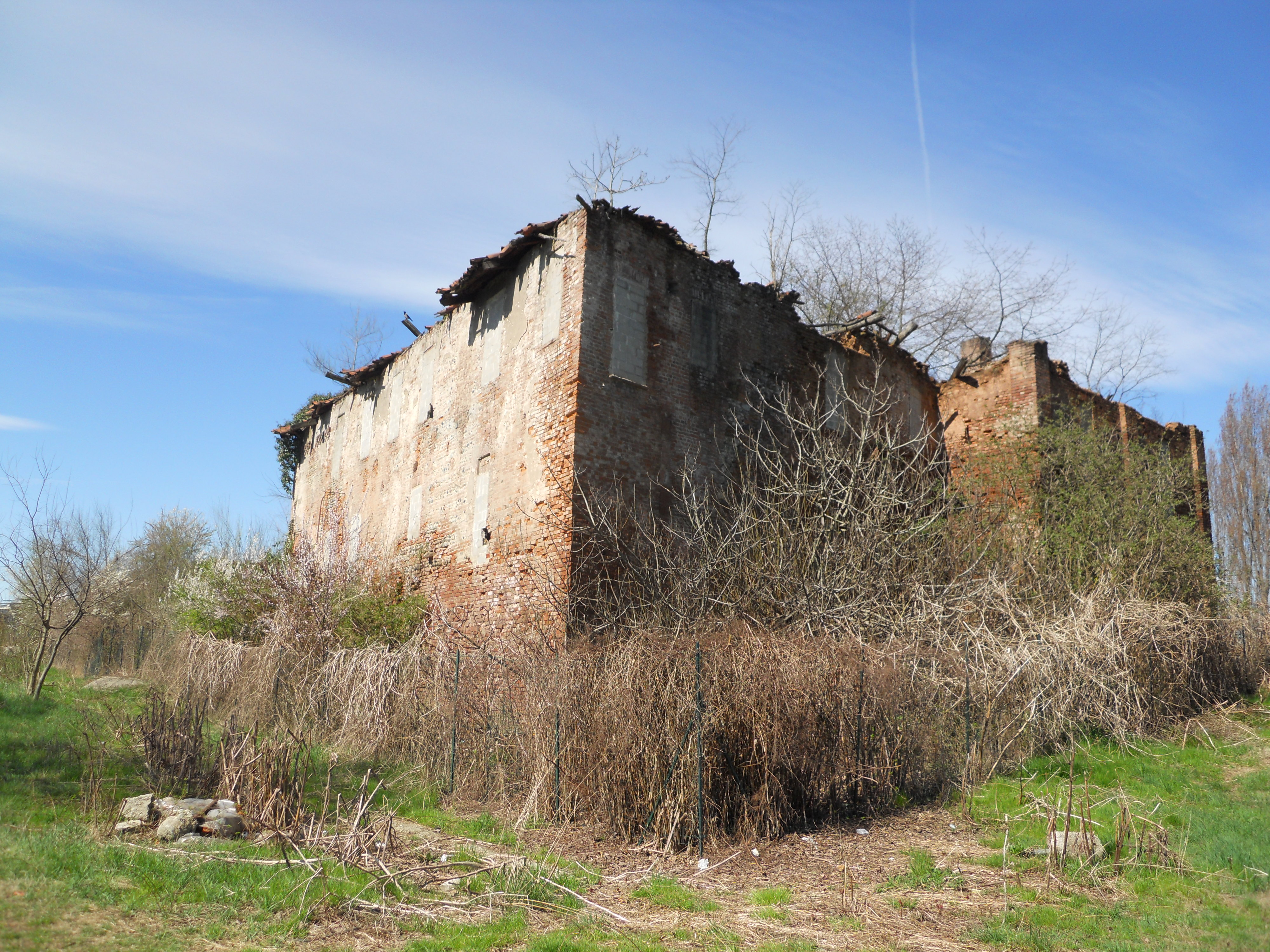
Resti della Cascina Airale (anno 2015)
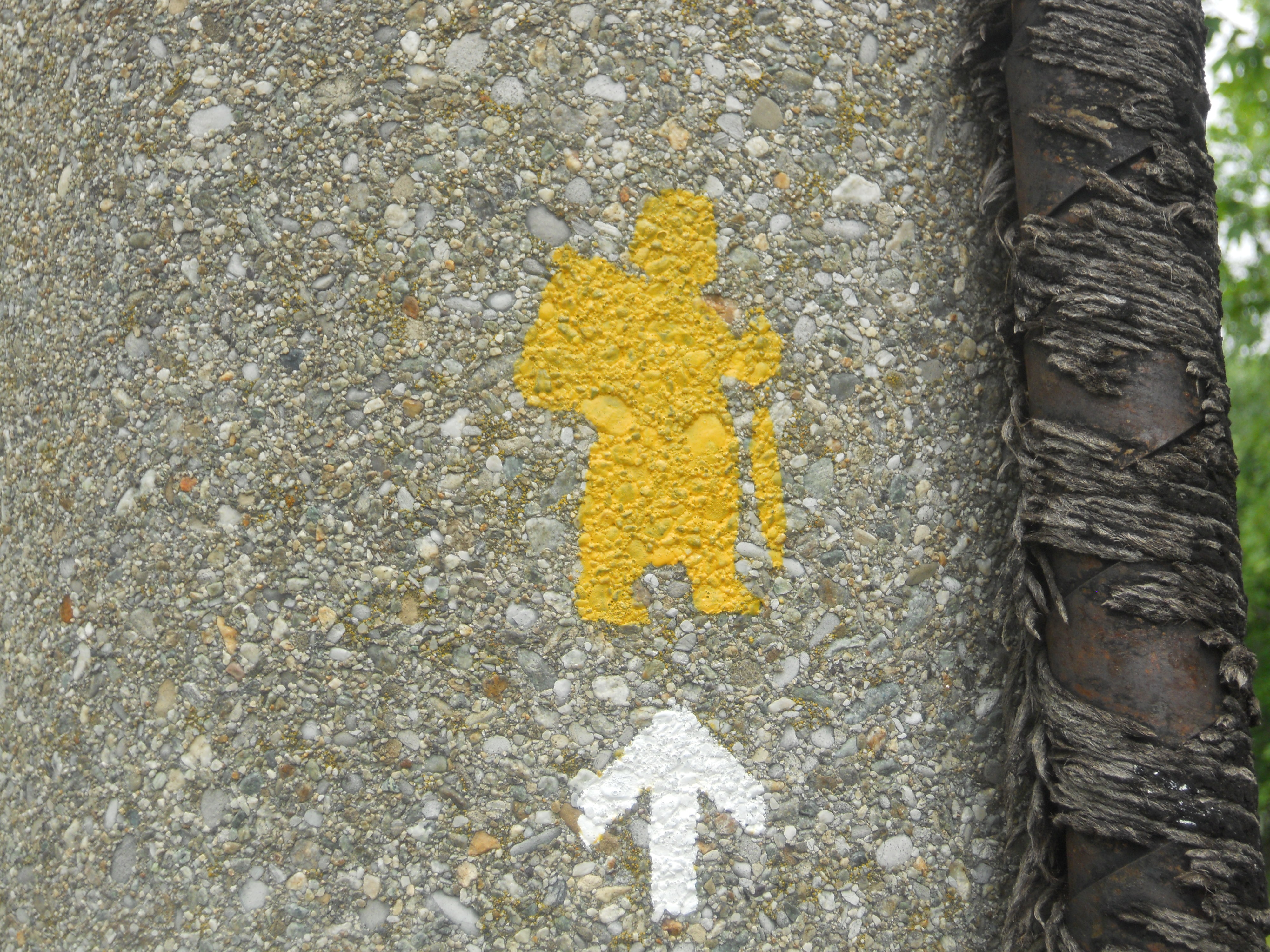
Segnalazione Via Francigena all'interno del parco